# Eleutherornis
Eleutherornis is een geslacht van uitgestorven grote, niet-vliegende roofvogels dat mogelijk behoort tot de schrikvogels. Het leefde tijdens het Laat-Lutetien (in het midden van het Eoceen), 43,5 tot 41,2 miljoen jaar geleden. Fossielen ervan zijn gevonden in Frankrijk en Zwitserland.

## Geschiedenis

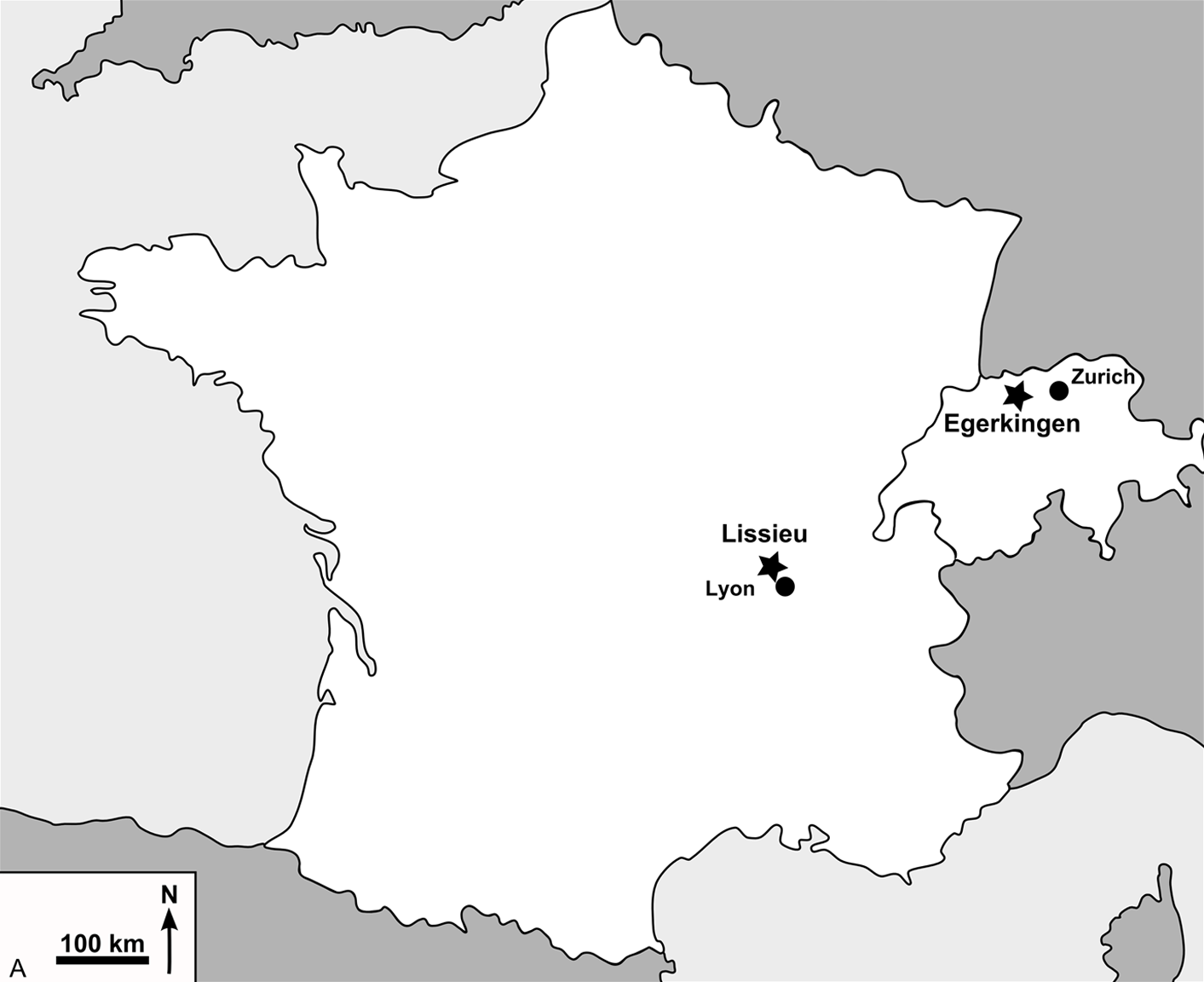
locaties waar fossielen van Eleutherornis gevonden werden

De fossielen waarop het geslacht Eleutherornis is gebaseerd waren al lang bekend voordat ze werden herkend als overblijfselen van schrikvogels. Voordien werd echter gedacht dat ze hoorden bij een leden van de Struthioniformes of Gastornithiformes. In 2013 publiceerden Angst et al. dan een artikel waarin ze opmerkten dat de verscheidene resten konden behoren tot schrikvogels. Ze gaven deze nieuwe schrikvogel de naam Eleutherornis cotei en kozen als lectotype L 71, een exemplaar uit Frankrijk dat bestaat uit het onderste deel van een tarsometatarsus.

## Beschrijving
Eleutherornis is met een hoogte van ongeveer anderhalve meter een middelgrote schrikvogel, maar wel het grootste lid van zijn onderfamilie, de Psilopterinae, die voornamelijk uit erg kleine schrikvogels bestaat. Het geslacht vertoont een combinatie van basale en afgeleide eigenschappen. Trochlea II van de tarsometatarsus is bijvoorbeeld naar binnen toe verbreed, zoals gebruikelijk is bij leden van de Psilopterinae, terwijl het gedeelte van het darmbeen dat voor de heupkom naar buiten toe meer samengedrukt is en ligt in het synsacrum dichter bij de processus spinosus dan gebruikelijk is bij Psilopterinae en herinnert aan meer afgeleide schrikvogels.